# Mairie du 11e arrondissement de Paris

Logo de la mairie du 11e arrondissement de Paris.

La mairie du 11e arrondissement de Paris est le bâtiment qui héberge les services municipaux du 11e arrondissement de Paris, en France.

## Situation et accès
La mairie du 11e arrondissement est située place Léon-Blum et à la station de métro Voltaire.

## Historique

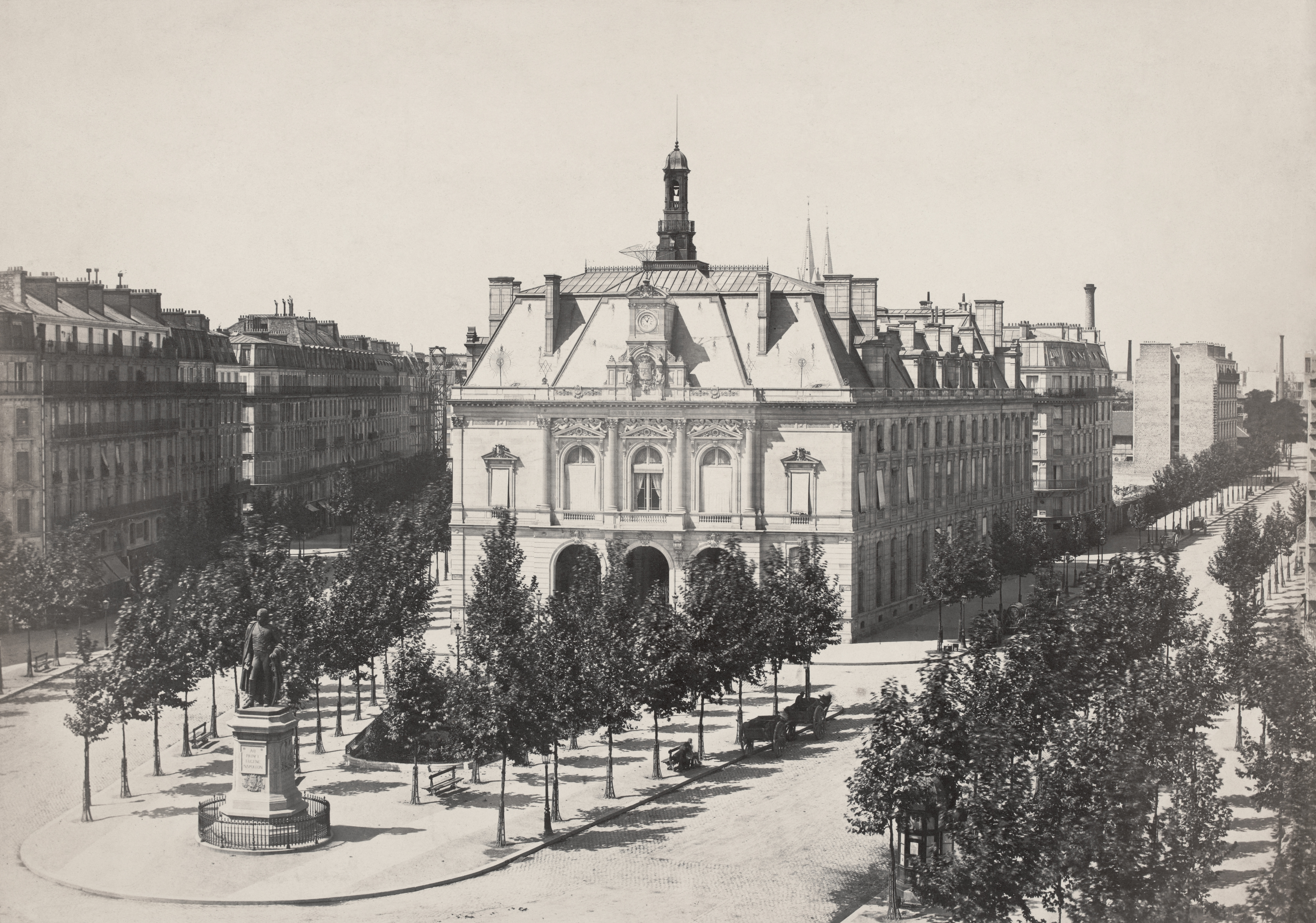
La mairie vers 1865-1870 (Charles Marville, photographe).
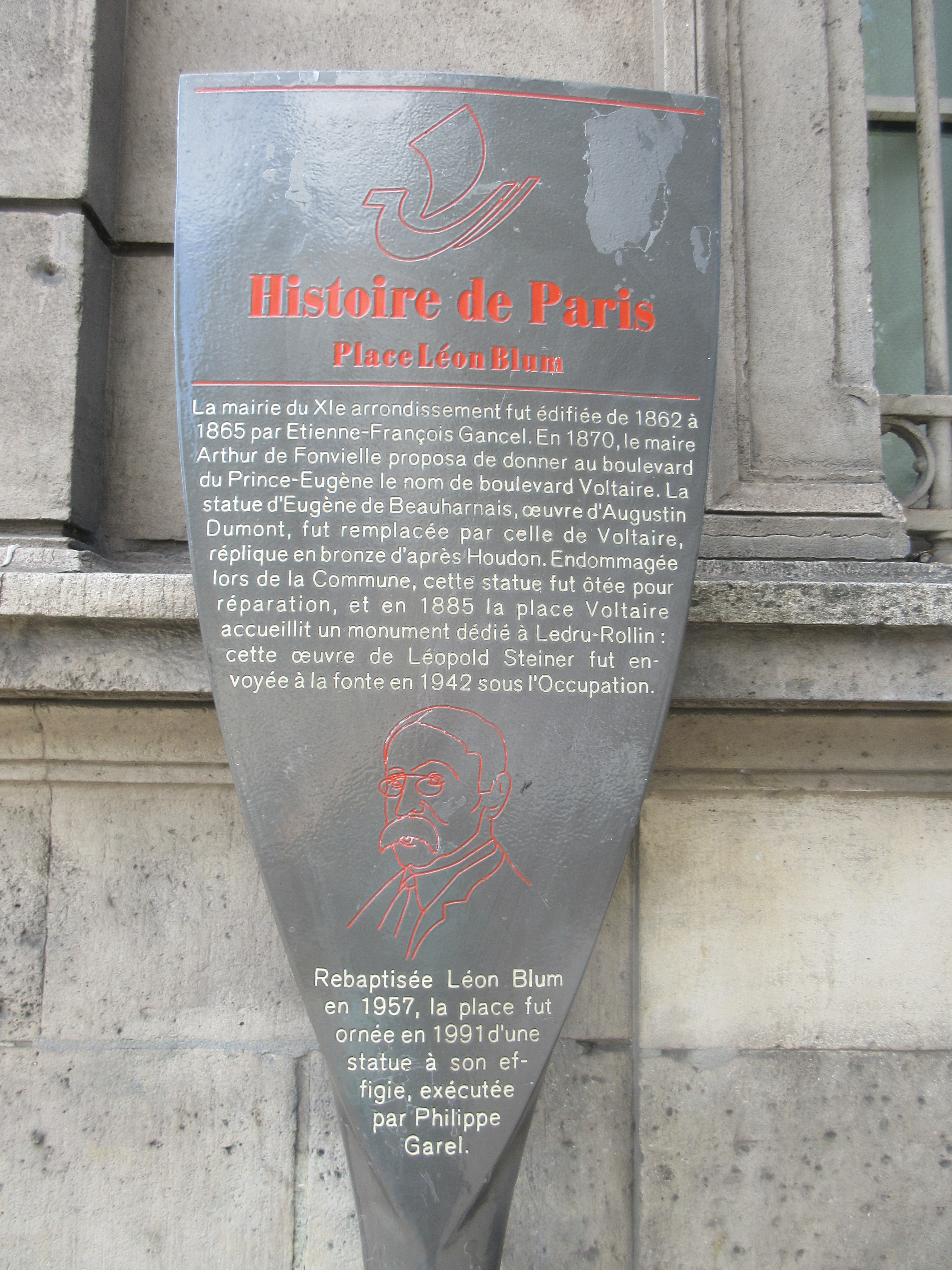
Panneau Histoire de Paris place Léon-Blum.

Les arrondissements parisiens tels qu'on les connaît sont créés en 1860.
Entre 1860 et 1865, la mairie du 11e arrondissement se trouve rue Keller.
Le bâtiment a été conçu par l'architecte Antoine-François Gancel et construit en 1862 et 1865. La nouvelle mairie est inaugurée en septembre 1865.
La salle des fêtes a été décorée par Victor Prouvé (1898-1907).
La mairie apparait dans plusieurs scènes du film La Faute à Voltaire (2000) d'Abdellatif Kechiche.